# Fuerza Expedicionaria de Marines
Una Fuerza Expedicionaria de Marines (en inglés: Marine Expeditionary Force, MEF) (previamente conocida como una Fuerza Anfibia de Infantería de Marines) es el tipo más grande de una Fuerza de Tareas Aero-Terrestre de Marines. Una MEF es el bloque de construcción más grande del poder de combate del Cuerpo de Marines de los Estados Unidos.

## Estructura
Una MEF es más grande que una Unidad Expedicionaria de Marines o una Brigada Expedicionaria de Marines.
Cada MEF consiste de una división como el Elemento terrestre de combate, un ala de aérea como el Elemento aéreo de combate y un grupo logístico como el elemento logístico de combate.
El MEF también contiene un Grupo de Entrenamiento de Operaciones Especiales y que también es el componente de la sección de entrenamiento para la MEU y la MEB. El SOTG supervisa el entrenamiento y los ejercicios de evaluación de la certificación anual Capaz de Operaciones Especiales de la MEU.

## Organización
Una MEF también tiene bajo su mando varios MAGTF más pequeños, incluyendo MEB y MEU.

### Lista de MEF

#### I Fuerza Expedicionaria de Marines
Camp Pendleton, California
| Insignia | Nombre                                     | Localización                      |
| -------- | ------------------------------------------ | --------------------------------- |
|          | 1.ª División de Marines                    | Camp Pendleton, California        |
|          | 3.er Ala Aérea del Cuerpo de Marines       | Base Aérea de Miramar, California |
|          | 1.er Grupo Logístico del Cuerpo de Marines | Camp Pendleton, California        |
|          | 1.ª Brigada Expedicionaria de Marines      | Camp Pendleton, California        |
|          | 11.ª Unidad Expedicionaria de Marines      | Camp Pendleton, California        |
|          | 13.ª Unidad Expedicionaria de Marines      | Camp Pendleton, California        |
|          | 15.ª Unidad Expedicionaria de Marines      | Camp Pendleton, California        |

#### II Fuerza Expedicionaria de Marines
Camp Lejeune, Carolina del Norte
| Insignia | Nombre                                    | Localización                                                             |
| -------- | ----------------------------------------- | ------------------------------------------------------------------------ |
|          | 2.ª División de Marines                   | Camp Lejeune, Carolina del Norte                                         |
|          | 2.ª Ala Aérea del Cuerpo de Marines       | Estación Aérea del Cuerpo de Marines de Cherry Point, Carolina del Norte |
|          | 2.º Grupo Logístico del Cuerpo de Marines | Camp Lejeune, Carolina del Norte                                         |
|          | 2.ª Brigada Expedicionaria de Marines     | Camp Lejeune, Carolina del Norte                                         |
|          | 22.ª Unidad Expedicionaria de Marines     | Camp Lejeune, Carolina del Norte                                         |
|          | 24.ª Unidad Expedicionaria de Marines     | Camp Lejeune, Carolina del Norte                                         |
|          | 26.ª Unidad Expedicionaria de Marines     | Camp Lejeune, Carolina del Norte                                         |

#### III Fuerza Expedicionaria de Marines
Camp Butler, Okinawa, Japón
| Insignia | Nombre                                     | Localización                       |
| -------- | ------------------------------------------ | ---------------------------------- |
|          | 3.ª División de Marines                    | Camp Courtney, Okinawa             |
|          | 1.er Ala Aéra del Cuerpo de Marines        | Camp Foster, Prefectura de Okinawa |
|          | 3.er Grupo Logístico del Cuerpo de Marines | Camp Kinser, Prefectura de Okinawa |
|          | 3.ª Brigada Expedicionaria de Marines      | Camp Butler, Prefectura de Okinawa |
|          | 31.ª Unidad Expedicionaria de Marines      | Camp Hansen, Prefectura de Okinawa |

#### Reserva del Cuerpo de Marines de los Estados Unidos
Nueva Orleans, Luisiana
| Insignia | Nombre                                    | Localización            |
| -------- | ----------------------------------------- | ----------------------- |
|          | 4.ª División de Marines                   | Nueva Orleans, Luisiana |
|          | 4.ª Ala Aérea del Cuerpo de Marines       | Nueva Orleans, Luisiana |
|          | 4.º Grupo Logístico del Cuerpo de Marines | Nueva Orleans, Luisiana |